# Soma (botánica)
El soma es el narcótico divino de la antigua India. Diferente a la mayoría de los alucinógenos, considerados mediadores con lo divino, el soma fue reconocido como un dios por sí mismo. Su naturaleza se mantuvo como un misterio a lo largo de varios miles de años.
Este alucinógeno ganó un privilegiado lugar en las ceremonias mágico-religiosas de los arios que, hace 3500 años, bajaron del norte hacia el Valle del Indo, donde propagaron su culto.
Los oficiantes bráhmanas la bebían durante los sacrificios en honor a Agní (dios del fuego) y Chandra (dios de la luna).
Era una importante bebida ritual entre los antiguos indoiranios, las culturas de la civilización védica (antes del hinduismo) y las grandes culturas persas.
En el texto Avesta, el soma o haoma tiene un yasht (capítulo) entero dedicado a él.
En la tradición irania, Haoma (que es el mismo dios védico Soma) cuenta a Zaratustra que fue Viuanjant (el dios del sol) el primero que lo filtró.
Se menciona frecuentemente en el texto sagrado Rig-veda (el texto más antiguo de las escrituras de la India, de mediados del II milenio a. C.), el cual contiene muchos himnos alabando sus cualidades energizantes y embriagantes.

## Identificación desconocida
Esta bebida podría ser alguna de las siguientes especies de plantas o sustancia:
- Asclepia ácida
- Cáñamo (Cánnabis)
- Efedra
- Granada
- Miel[1]
- loto azul (erowid.org).
- Peganum harmala, cuyo alcaloide —la harmalina— tiene actividad IMAO (inhibidora de la monoaminooxidasa) y coincide con el principio activo de la ayahuasca (planta que los nativos sudamericanos usan junto con una fuente de dimetiltriptamina para producir alucinaciones).
- ruibarbo salvaje
- Opio
- Vino
- algún hongo psicodélico, como Psilocybe cubensis o la Amanita muscaria[2] (según R. Gordon Wasson, 1967;[3] y Hoffman y Schultes, 1968)[4]

Los textos describen que se preparaba extrayendo la savia de los tallos de cierta planta montañosa.
De acuerdo a los textos Vedas, su uso debía ser moderado ya que tenía propiedades enajenantes.
Tanto en la tradición zoroástrica como en la tradición védica, la bebida se identifica con la planta que la produce, y también en ambas se personifica como una divinidad; los tres formarían una unidad religiosa.
Algunos consideran que sería la representación simbólica de un Dios.

## Etimología
En letra devanagarí se escribe सोम (soma).
En idioma avéstico se llamaba haoma.
Proviene del protoindoiranio *sauma.
El nombre de la tribu escita hauma-varga se relaciona con esta palabra y probablemente está relacionado con el ritual.
La palabra deriva de una raíz indoirania *sav- (en sánscrito sav-): ‘presionar’.
Así saw-ma sería la bebida preparada mediante el presionado de una planta.

## El soma védico
En los Vedas, Soma es retratado como sagrado y como un deva.
El dios, la bebida y la planta probablemente se refieren a la misma entidad. Mientras que la mayor parte de las plantas alucinógenas fueron consideradas como simples mediadores con lo divino, el soma se reconoció como un dios por sí mismo.
En este aspecto, el soma es similar a la ambrosía griega (cognada con el amrita, el néctar de la ‘inmortalidad’): es lo que los dioses beben, y es lo que los hace dioses.
Hay retratos de Indra y Agní consumiendo soma en grandes cantidades.
Los seres humanos consumían soma probablemente con la idea de que les otorgaba cualidades divinas.

### En el Rig-veda
De los más de 1000 himnos sagrados que componen el Rig-veda, 120 están dedicados exclusivamente al soma.
"Entra al corazón de Indra, receptáculo de Soma, como ríos que entran al océano, tú que complaces a Mitra, Varuna, Vayu, ¡oh fundamento del cielo!"
"Padre de los dioses, progenitor de la fuerza vital, fundamento del cielo, fundación de la tierra"
El Rig-veda (8.48.3, en la traducción de Ralph T. H. Griffith) declara:
ápāma sómam amritā abhūmāganma yiótir ávidāma devān
kiṃ nūnám asmān kṛiṇavad árātiḥ kim u dhūrtír amrita mártiasia
‘Hemos bebido soma y nos hemos vuelto inmortales; hemos alcanzado la luz y descubierto a los dioses. Ahora qué puede hacer la malicia de nuestros enemigos para hacernos daño. ¿Qué, oh inmortal, engaño mortal del hombre?
El noveno mandala (capítulo) del Rig-veda se conoce como «Soma mandala» (el capítulo del soma).
Consiste completamente en himnos dirigidos al dios Soma Pavamana (‘el soma purificado’).
La bebida soma era cultivada y distribuida por los semidioses gandharvas (que ahora se considera que serían remotas tribus de los Himalayas).
El texto Rig-veda (por ejemplo 8.7.29 y 8.64.10-11) asocia a las regiones Sushoma, Aryikíia y otras con el soma.
Posiblemente Sharyanavat era el nombre de un lago en cuyas orillas se podía encontrar soma.
La planta se encontraba en las montañas (guiri sthá, está en las montañas’, cf. Orestes), con tallos largos y color hari (amarillento, pardo o castaño claro).
Solo los sacerdotes hinduistas podían preparar la embriagante bebida: golpeaban los tallos con piedras, una ocupación que equivalía al tapas (literalmente ‘calor’ en sánscrito, figurativamente: penitencia que quema el karma negativo pasado).
El jugo así exprimido se mezclaba con otros ingredientes (como leche y otros), antes de beberse.
El médico aiurvédico Sushruta (en el Sushruta samjitá 537-538, ss. cs. 29.28-31) escribió que el mejor soma se conseguía en el curso superior del río Indo y en la región de Cachemira.
Debido a que crecía lejos, en las cordilleras, el soma debía comprarse a mercaderes viajeros.
Algunos[cita requerida] creen que los arios hinduistas vivieron muchas generaciones en el norte de la India (los Himalayas) donde crecía la planta (quizá en el Hindukush)[cita requerida], que más tarde cuando llegaron a la región del Panyab, tenían que importarla.
Más tarde se perdió la conexión con los vendedores de soma, y los rituales hinduistas reflejan esto, en oraciones expiatorias donde se pide perdón a los dioses por tener que utilizar una planta sustituta —por ejemplo, el rubarbo y la gansha (‘marihuana’)— debido a que ya no era posible encontrar soma.

### En el hinduismo
En el arte hindú, el dios Soma es representado como un toro o un ave y a veces como un embrión, pero raramente como un adulto.
En el hinduismo, el dios Soma evolucionó hasta convertirse en una deidad lunar, y se relaciona con el inframundo.
La Luna es el vaso donde los dioses beben soma, y así el soma termina identificado con el dios de la luna Chandra.
La luna creciente significa que el soma se está volviendo a crear, listo para dejarse beber otra vez.
Las 27 esposas de Soma eran las diosas estelares, las Nakshatras, hijas del progenitor cósmico Daksha, quienes se quejaron con su padre que Soma le prestaba demasiada atención a solo una de ellas, Rojini.
Daksha entonces maldijo a su yerno a disminuir y morir, pero las esposas intervinieron y le pidieron que la muerte fuera periódica, que quedó simbolizado por la mengua y creciente de la Luna.
El lunes (‘día de la Luna’) se llama soma var en sánscrito y en sus idiomas descendientes (tales como el hindi y el guyaratí, y alude a la importancia de este dios Luna-droga en la espiritualidad hinduista.